# فرانك وريل
السير فرانك مورتيمر ماغلين وريل هو لاعب كريكت وعضو مجلس شيوخ بربادوسي، لعب لصالح منتخب الهند الغربية للكريكت.
ظهرت صورته على ورقة نقدية قيمتها 5 دولارات بربادوسية أصدرت عام 2002. كما أصدر طابع بريدي يحمل صورته وسميت بطولات كريكت باسمه وهناك ساحات عامة تحمل اسمه.